# Campionati del mondo di ciclismo su pista 1975
I Campionati del mondo di ciclismo su pista 1975 si svolsero a Rocourt, in Belgio.

## Medagliere
| Posiz. | Nazione          | Oro | Argento | Bronzo | Totale |
| ------ | ---------------- | --- | ------- | ------ | ------ |
| 1      | Paesi Bassi      | 3   | 1       | 0      | 4      |
| 2      | Germania Est     | 2   | 0       | 2      | 4      |
| 3      | Germania Ovest   | 2   | 0       | 0      | 2      |
| 4      | Stati Uniti      | 1   | 1       | 0      | 2      |
| 5      | Francia          | 1   | 0       | 1      | 2      |
| -      | Polonia          | 1   | 0       | 1      | 2      |
| 7      | Australia        | 1   | 0       | 0      | 1      |
| 8      | Unione Sovietica | 0   | 3       | 2      | 5      |
| 9      | Cecoslovacchia   | 0   | 2       | 0      | 2      |
| 10     | Italia           | 0   | 1       | 1      | 2      |
| 11     | Spagna           | 0   | 1       | 0      | 1      |
| -      | Danimarca        | 0   | 1       | 0      | 1      |
| -      | Norvegia         | 0   | 1       | 0      | 1      |
| 14     | Belgio           | 0   | 0       | 2      | 2      |
| 15     | Regno Unito      | 0   | 0       | 1      | 1      |
| -      | Giappone         | 0   | 0       | 1      | 1      |
|        | Totale           | 11  | 11      | 11     | 33     |